# Яневич Микола Іванович
Микола Іванович Яневич (23 жовтня 1919 — 15 листопада 1957) — радянський офіцер, Герой Радянського Союзу (1945).

## Біографія
Народився 23 жовтня 1919 року у селі Шатрище нині Коростенського району Житомирської області (Україна) у селянській родині. Українець. У 1936 році закінчив 8 класів середньої школи у місті Коростені. Працював слюсарем у вагоноремонтному депо станції Коростень.
У жовтні 1939 року призваний до лав Червоної Армії. У боях німецько-радянської війни з червня 1941 року. Воював на Північно-Західному, Західному, 2-му та 1-му Українських фронтах. Був п'ять разів поранений. У 1943 році закінчив Рязанське військове кулеметно-мінометне училище. Член ВКП(б) з 1944 року.
У січні 1945 року частини дивізії вели важкі наступальні бої на території нацистської Німеччини. Попереду була Одра. Німці вживали всіх заходів для того, щоб зупинити натиск радянських військ. Командир стрілецького взводу лейтенант М. І. Яневич в бою за населений пункт Штейне на підступах до Одри у важкій бойовій обстановці після загибелі командира прийняв командування ротою і першим форсував річку. За командою М. І. Яневича, на одерському плацдармі, кулеметники швидко зайняли вогневі позиції та відкрили вогонь по ворогу. Решта бійців зустрічали атакуючих гранатами. Протягом двох діб — 24 та 25 січня 1945 року — бійці стрілецької роти М. І. Яневича відбили 13 атак гітлерівців, міцно утримуючи захоплений плацдарм до підходу інших підрозділів дивізії.
Після війни, у травні 1946 року старший лейтенант М. І. Яневич звільнений у запас через хворобу. Жив у рідному селі. Працював на залізничній станції Коростень. Помер 15 листопада 1957 року. Похований у селі Шатрище.

## Звання та нагороди
10 квітня 1945 року М. І. Яневичу присвоєно звання Героя Радянського Союзу.
Також нагороджений:
- орденом Леніна
- орденом Червоної Зірки
- медалі.

## Пам'ять
- Ім'ям Героя названа вулиця у місті Коростень Житомирської області.
- На будівлі школи № 7, в якій навчався М. І. Яневич, встановлено меморіальну дошку.